# Parkgraben Ost
Der Parkgraben Ost ist ein Meliorationsgraben und orographisch linker Zufluss des Hammerfließes auf der Gemarkung der Stadt Baruth/Mark im Landkreis Teltow-Fläming in Brandenburg. Er beginnt auf einer landwirtschaftlich genutzten Fläche, die sich südöstlich des Stadtzentrums befindet. Von dort fließt er in nordwestlicher Richtung in den Schlosspark der Stadt. Am nördlichen Rand verlässt er den Park, unterquert die Radeländer Straße und zweigt anschließend in westliche Richtung. Er unterquert die Bundesstraße 96 und fließt von nun an parallel zum südlich verlaufenen Hammerfließ auf einer landwirtschaftlich genutzten Fläche. Nordöstlich des Baruther Ortsteils Paplitz schwenkt er in südliche Richtung und entwässert in das Hammerfließ.